# Schwarzblaue aus dem Frankenwald

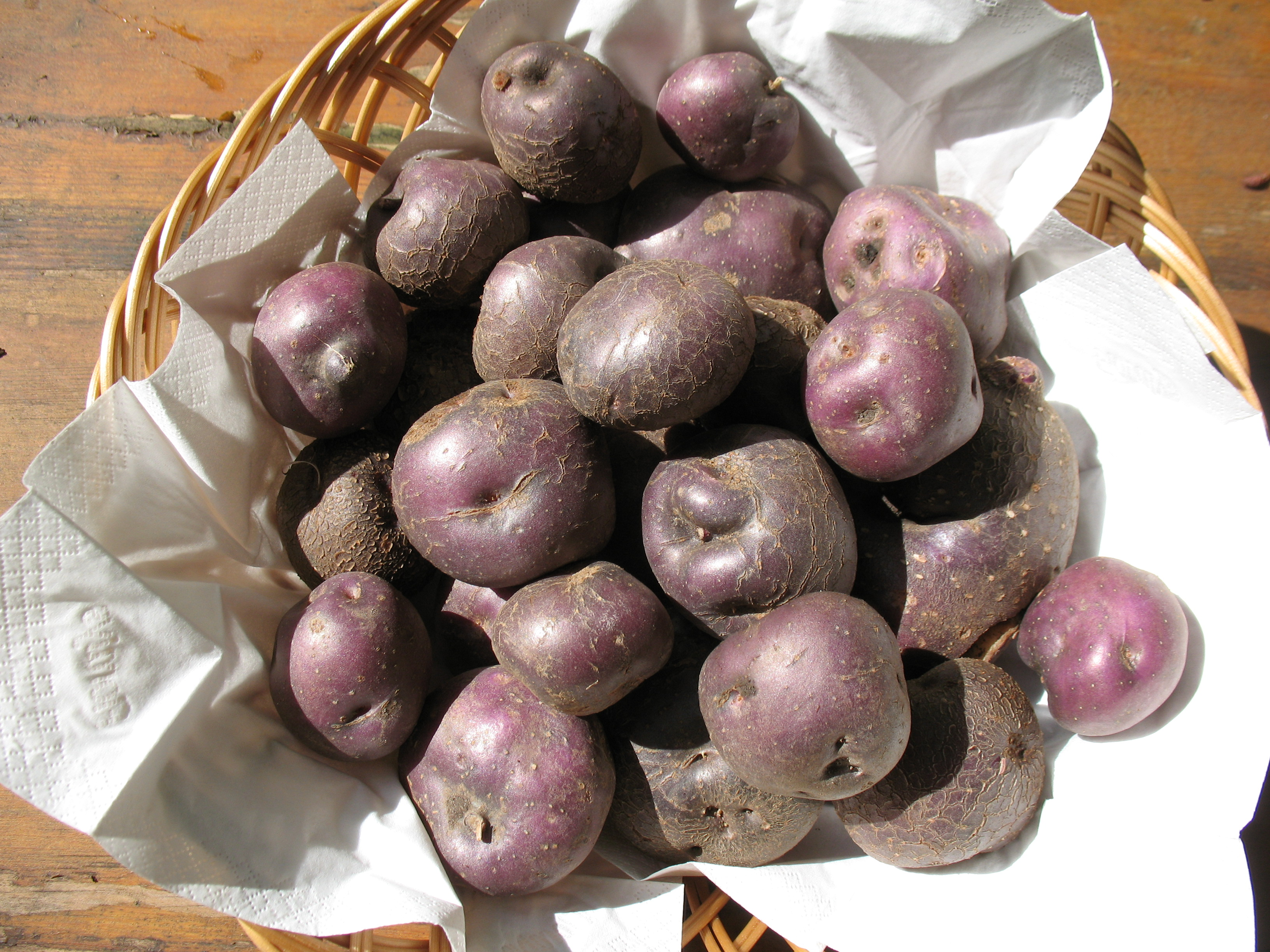
Knollen der Kartoffelsorte Schwarzblaue aus dem Frankenwald

Die Kartoffelsorte Schwarzblaue aus dem Frankenwald (auch Schwarzblaue Frankenwälder oder Blaue genannt) ist eine alte Landsorte, die unter anderem in Oberfranken bei Bad Steben im Landkreis Hof feldmäßig und fast ausschließlich für den Eigenbedarf nur noch von wenigen Landwirten angebaut wird. Die Sorte ist dort wenigstens seit Anfang des 20. Jahrhunderts bekannt. Sie wird außerdem von einer unbekannten Zahl von Hobbygärtnern angebaut. Die Sorte ist ebenfalls im thüringischen Teil des Thüringisch-Fränkischen Mittelgebirges unter dem Namen Blaue bekannt. 
Durch ständigen Nachbau ist die Sorte stark virenbefallen, was zu hohen Ertragseinbußen führt, einer der Gründe, weshalb die Sorte in der Region kurz vor dem Verschwinden ist. 
Die Schwarzblaue aus dem Frankenwald wird unter anderem in der Ex-situ-Genbank des Leibniz-Instituts für Pflanzengenetik und Kulturpflanzenforschung (IPK) in Gatersleben aufbewahrt.
Die Sorte befindet sich im Augenblick in der Dokumentationsphase für eine mögliche Aufnahme in die Arche des Geschmacks, ein Projekt der Organisation Slow Food. Ziel ist, die Sorte zu erhalten und als regionale kulinarische Besonderheit wieder zu etablieren.

## Beschreibung

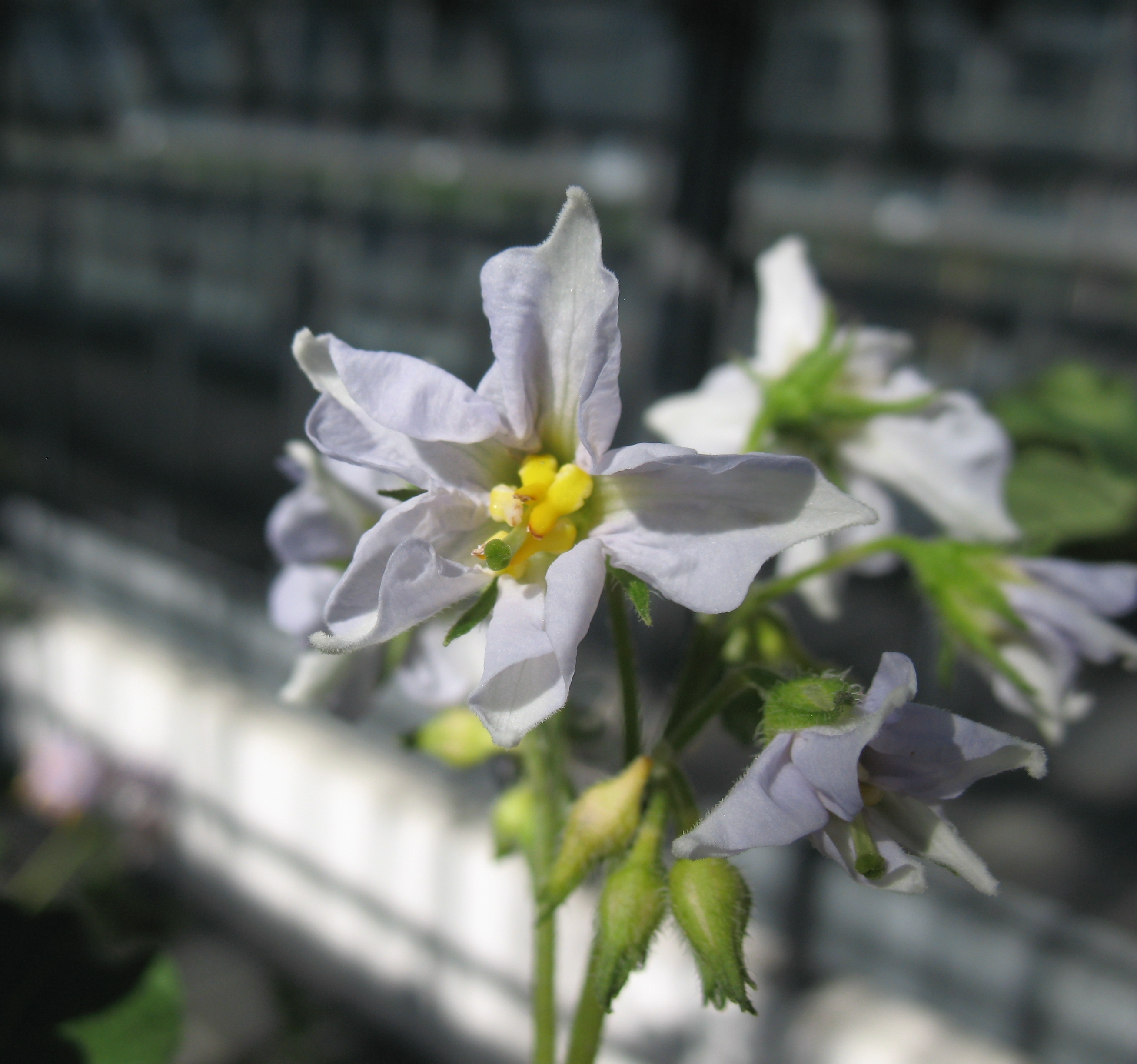
Blüten der Sorte

### Knollen
Die Knollen sind mittelgroß mit blauer, glatter bis rauer, genetzter Schale. Die Farbe des Augengrunds ist ebenfalls Blau. Die Form der Knollen ist rundoval. Die Fleischfarbe ist Creme bis Hellgelb. Die Augentiefe ist mittel.

### Stolonen
Die Stolonen sind auffällig blaurot gefärbt.

### Blüten
Die Blüten sind kurz nach dem Aufblühen hellblau, später fast weiß. Auf dem Feld sind Blüten nur vereinzelt zu beobachten, da die meisten Blütenknospen vor dem Aufblühen abfallen.

### Reifezeit
Die Schwarzblaue aus dem Frankenwald reift mittel bis spät.

## Eigenschaften und Verwendung
Die Sorte zeichnet sich je nach Standort und Witterung durch einen hohen Stärkegehalt von bis zu 24 % i. d. FM und einen hohen Trockensubstanzgehalt aus. Der Kochtyp ist mehlig. Traditionell wird sie als Speisekartoffel unter anderem in Form von Pellkartoffeln als Beilage zu mariniertem Hering, Presssack (Presswurst), Quark oder angemachtem Käse zubereitet.